# 그레비 얼룩말 신탁
그레비얼룩말 신탁(Grévy's Zebra Trust, 줄여서 GZT)은 그레비얼룩말(학명:Equus revyi)과 그 서식지 보호를 위해 2007년에 설립되었다. 이 환경보호 단체는 에티오피아와 케냐에서 그레비얼룩말(Grévy's Zebra)을 보호하기 위해 지역 사회에 참여하고 협력을 이어나간다. GZT는 정찰단을 조직해 과학적 데이터를 수집하고, 보안, 감시를 제공하며, 교육 프로그램을 실행한다. 현재 전 세계의 그레비얼룩말의 개체수는 약 2,500 마리로, 1970년대 추산 15,000에서 감소한 것이다.

## 프로그램

### 그레비얼룩말 정찰단(Grevy's Zebra Scouts)
그레비얼룩말 정찰단은 얼룩말 무리를 감시하고 자료보고를 지원하도록 고용한 훈련받은 현지인이다. 정찰단은 또한 자신들의 지역사회에서 동물보호 메시지를 공유하는 데 도움을 준다.

### 전체적인 방목지 관리
그레비얼룩말 신탁은 지역사회와 협력하여 방목하는 소를 관리하여 얼룩말이 먹는 토종 풀이 더 잘 자랄 수 있도록 토지를 경작하고 토지를 비옥하게 하여 토지를 개선한다.

### 그레비얼룩말 대사
때때로 자원을 놓고 갈등을 겪는 삼부루(Samburu) 부족과 투르카나(Turkana) 부족의 사람들이 모여서 밀렵에 대한 해결책을 찾고 데이터 수집, 보안, 감시 및 보존 메시지 전파를 하도록 일을 제공한다.

### 교육 및 홍보
정찰팀은 지역 어린이를 위한 보존 스토리텔링과 인형극을 수행하고 성인을 위한 워크숍을 통해 지역 사회로 다가간다. 이 과정을 통하여 그들은 지역 공동체의 필요성을 배우게 된다.

## 같이 보기
- 야생 동물 보호 네트워크
- 보존 운동
- 환경운동
- 자연 환경
- 지속 가능성